# Enicospilus stylus
Enicospilus stylus är en stekelart som beskrevs av Ian D. Gauld och Carter 1983. Enicospilus stylus ingår i släktet Enicospilus och familjen brokparasitsteklar. Inga underarter finns listade i Catalogue of Life.